# Bernhard Berset

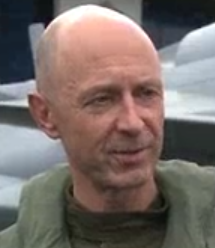
Bernhard "Beni" Berset

Bernhard «Beni» Berset  (geb. vor 1964) ist der Schweizer Cheftestpilot bei der Armasuisse und Pilot bei der Schweizer Luftwaffe. Er ist Berufsoffizier im Rang eines Oberstleutnants und Chief Air Defense (CAD) der Miliz.

## Leben
Berset hatte seine fliegerische Laufbahn mit Segelflugkursen der fliegerischen Vorschulung FVS begonnen. Nach dem Absolvieren der Piloten-Rekrutenschule und der Brevetierung 1984 wurde er einer F-5-Miliz-Staffel zugeteilt. Er studierte an der ETH Zürich Physik und flog danach einige Jahre als Copilot bei der Swissair, bevor er 1995 als Testpilot zur Armasuisse wechselte. In dieser Zeit wechselte er in der Luftwaffe auch zur Fliegerstaffel 18.
Berset arbeitet als Cheftestpilot bei der Armasuisse auf dem Militärflugplatz Emmen. Er ist zuständig für Testflüge für Updates mit den F-5E, F-5F, F/A-18C (meist mit der J-5001) und F/A-18D (meist die J-5232). Im Weiteren war er beteiligt bei Waffentests wie dem Lenkwaffenschiessen von AIM-9X Sidewinder in China Lake vom 2. April bis 15. Dezember 2007 auf Zieldarstellungsdrohnen (darunter auch auf die QF-4). Er ist zuständig für Evaluationsflüge mit Flugzeugen, die für die Beschaffung für die Schweizer Luftwaffe in Auswahl stehen. Daneben führt er FLORAKO Kalibrierungsflüge mit der PC-12 HB-FOG der Armasuisse durch sowie Testflüge mit der Diamond DA42 Centaur OPA R-711, um Verfahren für die Nutzung von unbemannten Luftfahrzeugen im gemischten Luftraum zu erarbeiten. Bernhard Berset amtete auch als Cheftestpilot für die Evaluation eines Nachfolgerflugzeuges für die F-5. In dieser Funktion testete er den Gripen, Rafale und Eurofighter. In Anbetracht der geplanten Beschaffung des Gripens führte er die Test und Integrationsflüge für den neuen Gripen E von Schweizer Seite her weiter. Vor der Eidgenössische Abstimmung über die Beschaffung des Gripen hielt er diverse Vorträge zur Thematik. Die Debatte um die Tests und die Beschaffungsdiskussion erhielten in der Schweiz eine grosse Mediale Aufmerksamkeit, auch internationale Militäraviatikmedien verfolgten seine Arbeit mit Interesse.
In seiner Milizfunktion ist er als Chief Air Defense in der Luftwaffeneinsatzzentrale auf dem Militärflugplatz Dübendorf tätig.
Als Kampfjetpilot fliegt er bei der Fliegerstaffel 18 auf dem Militärflugplatz Payerne die F/A-18 Hornet.
Er ist verheiratet und lebt in Neuenkirch.

## Flugzeugtypen
Während seiner Ausbildung hatte er die Ausbildung zum Kampfpiloten auf den Flugzeugtypen Pilatus PC-7 und de Havilland DH.100 Vampire absolviert. In seiner Ausbildung zum Testpiloten flog er in Frankreich die Mirage 2000.
In seiner Funktion als Berufsmilitärpilot fliegt er in der Schweizer Luftwaffe aktuell folgende Flugzeugtypen:
Pilatus PC-7, Pilatus PC-9, F-5E, F-5F, F/A-18C und F/A-18D.
Bei der Armasuisse fliegt er die Pilatus PC-6 Turboporter, Diamond DA42 OPA, Pilatus PC-12, F-5E, F-5F, F/A-18C und F/A-18D.
Für die Evaluationen flog er die folgenden Luftfahrzeuge: 
C-27J Spartan,  Falcon 900, C-295, Rafale, Eurofighter und JAS-39 (vor der Volksabstimmung gegen die Beschaffung des Saab Gripen flog er alle Gripen Versionen Jas-39A, Jas-39B, Jas-39C, Jas-39D und Jas-39 NG/F).